# Bror Börjesson
Bror Oscar Eugén Börjesson, född 4 april 1903 i Stockholm, död 15 februari 1999, var en svensk konstnär.
Börjessons mor var troligen Anna Fåhreus och fadern som var konstnär är noterad som okänd. Han kom redan som liten som fosterbarn till familjen Börjesson på Gotland. Han studerade vid Konsthögskolan i Stockholm 1924-1930 och företog därefter studieresor till Frankrike och Italien. Hans konst består av interiörer från Gripsholms slott, landskapsbilder från Gotland, stilleben i olja, akvarell eller tempera. Men det är främst som porträttmålare som han har blivit känd och var under en period verksam i Finland där han utförde ett hundratal porträtt. Börjesson är representerad vid Örebro läns museum och Nationalmuseum i Stockholm..